# Capacitancia evolutiva
La capacitancia evolutiva se refiere a la capacidad de un sistema biológico para acumular y, posteriormente, liberar variabilidad genética, un proceso análogo a la forma en que los condensadores eléctricos almacenan y liberan carga eléctrica.  Los organismos vivos exhiben robustez frente a las mutaciones, lo que significa que pueden acumular variación genética sin que ésta se manifieste inmediatamente en el fenotipo. Sin embargo, cuando el sistema se enfrenta a una perturbación, como el estrés ambiental, esta robustez puede romperse. La variación genética oculta se "libera", manifestándose en forma de diferencias fenotípicas y quedando expuesta a la selección natural. Un capacitor evolutivo es un mecanismo molecular que actúa como un "interruptor", alternando la variación genética entre estados ocultos (crípticos) y expuestos.
Si una parte de esta variación recientemente expuesta resulta ser adaptativa, se fija en la población mediante asimilación genética.  Posteriormente, el resto de la variación, que en su mayoría se presume perjudicial, puede volver a un estado oculto.  De esta manera, la población adquiere un nuevo rasgo ventajoso sin sufrir las consecuencias a largo plazo de la variación perjudicial. Para que la capacitancia evolutiva aumente la capacidad de evolución, la tasa de cambio entre los estados oculto y expuesto no debe ser más rápida que la escala de tiempo de la asimilación genética.
Este mecanismo podría permitir una adaptación rápida a nuevas condiciones ambientales.  Las tasas de cambio entre estados oculto y expuesto pueden depender del nivel de estrés, lo que aumenta la probabilidad de que la variación genética se manifieste fenotípicamente en momentos en que es más probable que sea beneficiosa para la adaptación.  Además, la variación genética fuertemente perjudicial puede ser purgada mientras se encuentra en un estado parcialmente críptico, aumentando la probabilidad de que la variación críptica restante sea adaptativa en comparación con las mutaciones aleatorias. La capacitancia evolutiva puede facilitar el cruce de "valles" en el paisaje adaptativo, donde una combinación de dos mutaciones sería beneficiosa, aunque cada una de ellas sea perjudicial por separado.
Actualmente, no existe un consenso científico completo sobre la importancia de la capacitancia evolutiva en la evolución de las poblaciones naturales.  La capacitancia evolutiva se considera un concepto relevante dentro de la síntesis evolutiva extendida.
Es importante distinguir entre la capacitancia evolutiva y los mecanismos que simplemente activan o desactivan la expresión fenotípica de una variación existente, sin acumular variación genética oculta a lo largo del tiempo. Estos últimos se denominan *estabilizadores fenotípicos*.

## Mecanismos de capacitancia evolutiva
Se han identificado varios mecanismos moleculares que podrían actuar como capacitores evolutivos:

### Promiscuidad enzimática
Muchas enzimas no son completamente específicas para una sola reacción, sino que también catalizan reacciones secundarias a un ritmo menor. De manera similar, las proteínas de unión pueden interactuar con proteínas distintas de sus objetivos principales.  Estas reacciones o interacciones "promiscuas" pueden no tener un efecto significativo en la aptitud en condiciones normales, pero podrían proporcionar un punto de partida para la evolución adaptativa en condiciones ambientales alteradas. Por ejemplo, algunas mutaciones en el gen de la B-lactamasa, una enzima que confiere resistencia a los antibióticos, otorgan resistencia a la cefotaxima sin afectar la resistencia a la ampicilina. En poblaciones expuestas únicamente a la ampicilina, estas mutaciones pueden persistir en una minoría de individuos, ya que no conllevan un costo significativo en la aptitud (forman parte de una red neutral).  Esta variación genética críptica puede conferir resistencia si la población se expone posteriormente a la cefotaxima.

### Proteínas chaperonas
Las proteínas chaperonas ayudan al correcto plegamiento de proteínas.  El plegamiento correcto es una limitación importante en la evolución de las secuencias de proteínas. Se ha propuesto que las chaperonas, al proporcionar robustez adicional frente a errores de plegamiento, permiten la exploración de un rango más amplio de genotipos. Cuando las chaperonas se ven sobrepasadas en situaciones de estrés ambiental, esto puede "activar" variaciones genéticas previamente ocultas.

#### Hsp90
La proteína de choque térmico Hsp90 es un ejemplo bien estudiado de chaperona que podría actuar como capacitor evolutivo.  La reducción de la actividad de Hsp90 en la mosca de la fruta Drosophila melanogaster da lugar a una amplia variedad de fenotipos, cuya identidad depende del trasfondo genético de cada individuo. Inicialmente, se interpretó que estos nuevos fenotipos eran el resultado de la liberación de variación genética críptica preexistente. Sin embargo, estudios posteriores sugieren que estos datos también podrían explicarse por nuevas mutaciones causadas por la reactivación de elementos transponibles que normalmente están inactivos. Es posible que este hallazgo relacionado con los elementos transponibles dependa de la intensidad de la reducción de Hsp90 utilizada en el experimento.

#### GroEL
La sobreproducción de GroEL en la bacteria Escherichia coli aumenta la robustez mutacional. Esto, a su vez, podría aumentar la capacidad de evolución.

### El prión [PSI+] de la levadura
Sup35p es una proteína de la levadura que interviene en el reconocimiento de los codones de terminación durante la traducción de proteínas.  Sup35p puede existir en una forma normal ([psi-]) y en una forma de prión ([PSI+]).  La presencia de [PSI+] reduce la cantidad de Sup35p normal disponible, lo que aumenta la tasa de errores en la traducción, permitiendo que la maquinaria de traducción "ignore" los codones de terminación con mayor frecuencia (aproximadamente un 1% en lugar de un 0.3%).
En diferentes entornos estresantes, las cepas [PSI+] y [psi-] pueden exhibir diferentes tasas de crecimiento y morfologías. El que la cepa [PSI+] crezca más rápido o más lento depende del trasfondo genético, lo que sugiere que [PSI+] actúa revelando variación genética críptica preexistente.  Modelos matemáticos sugieren que [PSI+] podría haber evolucionado como un capacitor evolutivo para promover la evolvibilidad.
La aparición de [PSI+] es más frecuente en respuesta al estrés ambiental. En la levadura, hay más "desapariciones" de codones de parada en el marco de lectura correcto (que imitan los efectos de [PSI+]) de lo que cabría esperar por azar o de lo que se observa en otros organismos que no forman el prión [PSI+]. Estas observaciones apoyan la idea de que [PSI+] actúa como un capacitor evolutivo en la naturaleza.
Aumentos transitorios similares en las tasas de error pueden evolucionar de manera emergente, incluso en ausencia de un mecanismo específico como [PSI+]. La principal ventaja de un mecanismo como [PSI+] es que facilita la posterior evolución de tasas de error más bajas una vez que se ha producido la asimilación genética.

### "Knockouts" genéticos
La capacitancia evolutiva también puede ser una característica general de las redes genéticas complejas.  Simulaciones de "knockouts" genéticos (eliminación de genes) muestran este efecto. Un estudio que analizó todos los genes inactivados en levaduras encontró que muchos actúan como estabilizadores fenotípicos. La eliminación de una proteína reguladora, como un regulador de la cromatina, puede conducir a una capacitancia más efectiva que la eliminación de una enzima metabólica.

### Sexo facultativo
Las mutaciones recesivas pueden considerarse crípticas cuando están presentes mayoritariamente en heterocigotos en lugar de homocigotos.  El sexo facultativo, en forma de autofecundación, puede actuar como un capacitor evolutivo en una población predominantemente asexual al crear homocigotos. El sexo facultativo, en forma de reproducción cruzada, puede actuar como un capacitor evolutivo al romper combinaciones de alelos cuyos efectos fenotípicos normalmente se cancelan mutuamente.